# Germinal (roman)
Germinal je roman pisatelja Zolaja.
Roman Germinal pomeni vrh cikla o Rougon-Macquartovih. Zola je zanj uporabil dogodke v francoskih rudarskih revirjih, poročila o težkih življenjskih razmerah, stavkah itd., da bi ustvaril veličastno podobo sodobnega proletarskega sveta. Osrednja oseba je Etienne, potomec Macquartovih, vendar je roman le šibko zvezan z drugimi deli ciklusa. Tudi teorija o dednosti nima v njem prave vloge. V središču so množični prizori (stavka, upor rudarjev, nesreča v rudniku, množični sestanki), s čimer postaja množica glavni nosilec romana in pravi glavni junak. Germinal velja za prvi kolektivni roman v naturalističnem smislu.
Zola je hotel biti do problemov, ki jih predstavlja v romanu, popolnoma objektiven v smislu svoje naturalistične teorije. Vendar je očitno s srcem na strani proletariata, v katerem vidi pravo življenjsko, naravno silo, medtem ko prikazuje meščanstvo kritično, včasih satirično, kot izrojen, naravi odtujen sloj. Še bolj kot socialna tendenca je v romanu učinkovita nazornost, barvitost in slikovitost dogodkov, ki se gibljejo v mogočnem epskem ritmu, z ostrimi tragičnimi vzponi.